# Pla de les Nacions Unides per a la partició de Palestina

La Partició de Palestina de l'ONU el 1947

El Pla de les Nacions Unides per a la partició de Palestina o la Resolució 181 (II) El Govern Futur de Palestina de l'Assemblea General de les Nacions Unides fou un pla adoptat per decisió de l'Assemblea General el 29 de novembre de 1947. La resolució recomanava la divisió del Mandat britànic de Palestina en dos estats provisionals, un de jueu i un d'àrab, i establia una estructura per a una unió econòmica regional. L'Assemblea General també recomanava que la ciutat de Jerusalem no fos inclosa en cap estat sinó que tingués un règim internacional gestionat per les Nacions Unides (un corpus separatum). Un període de transició sota els auspicis de l'ONU havia de començar amb l'adopció de la resolució i duraria fins a l'establiment dels dos estats. La resolució preveia una retirada gradual de les tropes britàniques i la terminació del Mandat Britànic de Palestina l'1 d'agost de 1948, i la independència completa dels dos estats per a l'1 d'octubre de 1948.
El pla fou aprovat per un vot de 33 a 13, amb 10 abstencions. El 5 de març de 1948, el Consell de Seguretat de les Nacions Unides arribà a un punt mort quan refusà aprovar una resolució que hauria d'haver acceptat el pla de partició com a fonament per a l'acció del Consell de Seguretat. Els Estats Units posteriorment recomanaren que l'ONU administrés Palestina temporalment "sense prejudici del caràcter de l'eventual acord polític", i el Consell de Seguretat votà enviar el tema a l'Assemblea General per continuar les deliberacions. L'Assemblea General decidí designar un mediador
Tot i que el pla mai no s'implementà, la declaració d'independència d'Israel el 14 de maig de 1948 cita la resolució de l'ONU com un dels documents que reconeixia el dret del poble jueu a establir un Estat. Tot i que els àrabs rebutjaren el pla el 1947 i el 1948, la declaració d'independència de Palestina, el 1988, estableix que la resolució proveeix "aquelles condicions de legitimitat internacional que asseguren el dret de sobirania del poble àrab palestí".